# Amoroso convegno
Amoroso convegno (Young Nowheres) è un film del 1929 diretto da Frank Lloyd. La sceneggiatura si basa su Young Nowheres, racconto di I.A.R. Wylie (Ida Alexa Ross Wylie) pubblicato il 16 aprile 1927 su  The Saturday Evening Post. La stessa storia venne adattata nuovamente per lo schermo nel 1937 con il film That Man's Here Again, prodotto dalla Warner Bros. e diretto da Louis King.
Girato muto, al film vennero aggiunte scene parlate, musiche sincronizzate ed effetti sonori, uscendo in sala sia in una versione sonora di 2.400 metri, che muta di 1.600 metri.

## Trama
Albert Whalen, soprannominato Binky, è un giovane romantico e solitario che lavora agli ascensori di un complesso edilizio appartenente a Cleaver. Il padrone di casa parte per le vacanze di Natale e Binky porta Anne, la fidanzata, in gita a Coney Island. I due giovani, parlando del futuro, perdono il senso del tempo e finiscono per addormentarsi sulla spiaggia. All'alba, sono risvegliati dalla marea: Anne, bagnata e intirizzita, si prende la polmonite. Binky, con i suoi ultimi soldi, le compera un povero cappotto e poi, per cercare di curarla in un ambiente caldo, la porta nell'appartamento di Cleaver che è rimasto vuoto. Ma il proprietario torna all'improvviso alla vigilia di Natale e, irritato, li fa arrestare. In tribunale, Binky racconta la sua storia al giudice che ricusa il caso, rimproverando Cleaver per la sua denuncia. I due fidanzati, allora, vengono presi sotto la protezione di Mr. Jesse, che si prenderà cura del loro futuro.

## Produzione
Il film fu prodotto dalla First National Pictures.

## Distribuzione
Il copyright del film, richiesto dalla First National Pictures, Inc., fu registrato il 12 dicembre 1929 con il numero LP914.
Distribuito dalla First National Pictures, il film uscì nelle sale cinematografiche statunitensi il 20 ottobre 1929 dopo essere stato presentato a New York il 1º ottobre. In Irlanda, fu distribuito il 4 aprile 1930.